# Spaimă pe scenă
Spaimă pe scenă (în engleză Stage Fright) este un film thriller american din 1950 regizat de Alfred Hitchcock. În rolurile principale joacă actorii Jane Wyman, Marlene Dietrich și Michael Wilding.

## Distribuție
- Jane Wyman ca Eve Gill
- Marlene Dietrich ca Charlotte Inwood
- Michael Wilding ca Wilfred "Ordinary" Smith
- Richard Todd ca Jonathan Cooper